# Apple A12X Bionic
De Apple A12X Bionic, ook wel Apple A12X en A12X is een 64 bits-system-on-a-chip (SoC) ontworpen door Apple Inc. De processor verscheen voor het eerst in de derde generatie 11 en 12,9 inch-iPad Pro, die werden aangekondigd op oktober 2018. De A12X is een variant op de A12 Bionic. Apple claimt dat de processor 35% snellere single-core-CPU-prestaties levert en 90% snellere multi-core-CPU-prestaties dan zijn voorganger de Apple A10X Fusion.